# Carlos Geraldo Moschen
Carlos Geraldo Moschen é um ex-saltador com vara capixaba. Ele é pentacampeão carioca e vice-campeão sul-americano - em 1954 - da modalidade.
Atleta com passagens pelo Vasco da Gama e pelo Clube de Regatas do Flamengo, em 2000 ele foi homenageado por Flamengo com uma placa na Calçada da Fama do Clube.